# رضوان عبد الحميد
رضوان عبد الحميد (ت: 20 مايو 2021) سياسي ماليزي. شغل منصب عضو مجلس الشيوخ لفترتين في البرلمان الماليزي الحادي عشر (14 أكتوبر 2005 - 13 أكتوبر 2008) والبرلمان الماليزي الثاني عشر (28 أكتوبر 2008 - 27 أكتوبر 2011). كما شغل منصب رئيس مجلس إدارة مؤسسة الحلال للتنمية من 2019 إلى 2021.
كان رضوان عضوًا في المنظمة الوطنية الملايوية المتحدة، وهو أحد مكونات ائتلاف باريسان الوطني، وكان نائب الرئيس الدائم للحزب (2018-2021) ورئيس قسم كيبونغ لأكثر من 30 عامًا، وكان من بين الأطول خدمة في رؤساء الأقسام في ماليزيا.

## الجدل
كان رضوان معروفًا على نطاق واسع بأنه مؤيد قوي لـ داتوك سري نجيب رزاق وحتى أنه أعلن عن استعداده «للموت» بسبب فضيحة الصندوق الماليزي المثيرة للجدل المرتبطة برئيس الوزراء وزعيم المنظمة الوطنية الملايوية المتحدة. كان متزوجًا من تان سري الدكتورة مدينة محمد الذي عينتها إدارة نجيب كمدقق عام لماليزيا (2017-2019). المعارضة فهمي فضيل شككت في تعيينها كمدقق عام لحساباتها بسبب نزاهتها ومساءلتها بسبب ارتباط زوجها رضوان السياسي بنجيب. خلال فترة عملها كشفت أن تقرير التدقيق النهائي لعام 2016 بشأن الصندوق الماليزي تم تزويره بناءً على أوامر من مكتب نجيب، في بيان صحفي قدمته سابقًا ومرة أخرى أثناء إجراءات لجنة الحسابات العامة.

## الوفاة
في 20 مايو 2021 توفي رضوان في الساعة 10.53 مساءً بسبب جائحة كوفيد 19 في المركز الطبي بجامعة مالايا. تم تأكيد إصابته في وقت سابق في 1 مايو بعد خضوعه لفحص كوفيد وكان لاحقًا في حالة حرجة بعد تلقي العلاج في وحدة العناية المركزة في المركز الطبي بجامعة مالايا منذ 3 مايو. ترك وراءه زوجته التي كانت لا تزال تعالج من كوفيد 19 في حالة حرجة أيضًا في نفس المستشفى وحدة العناية المركزة. دفن في مقبرة روضة السكينة في كيبونغ.